# اسکان (شازند)
اسکان روستایی در دهستان پل دوآب بخش زالیان شهرستان شازند استان مرکزی ایران است و در جنوب غرب اراک و ۱۹ کیلومتری شازند و در شمال شهرستان شازند واقع شده‌است.

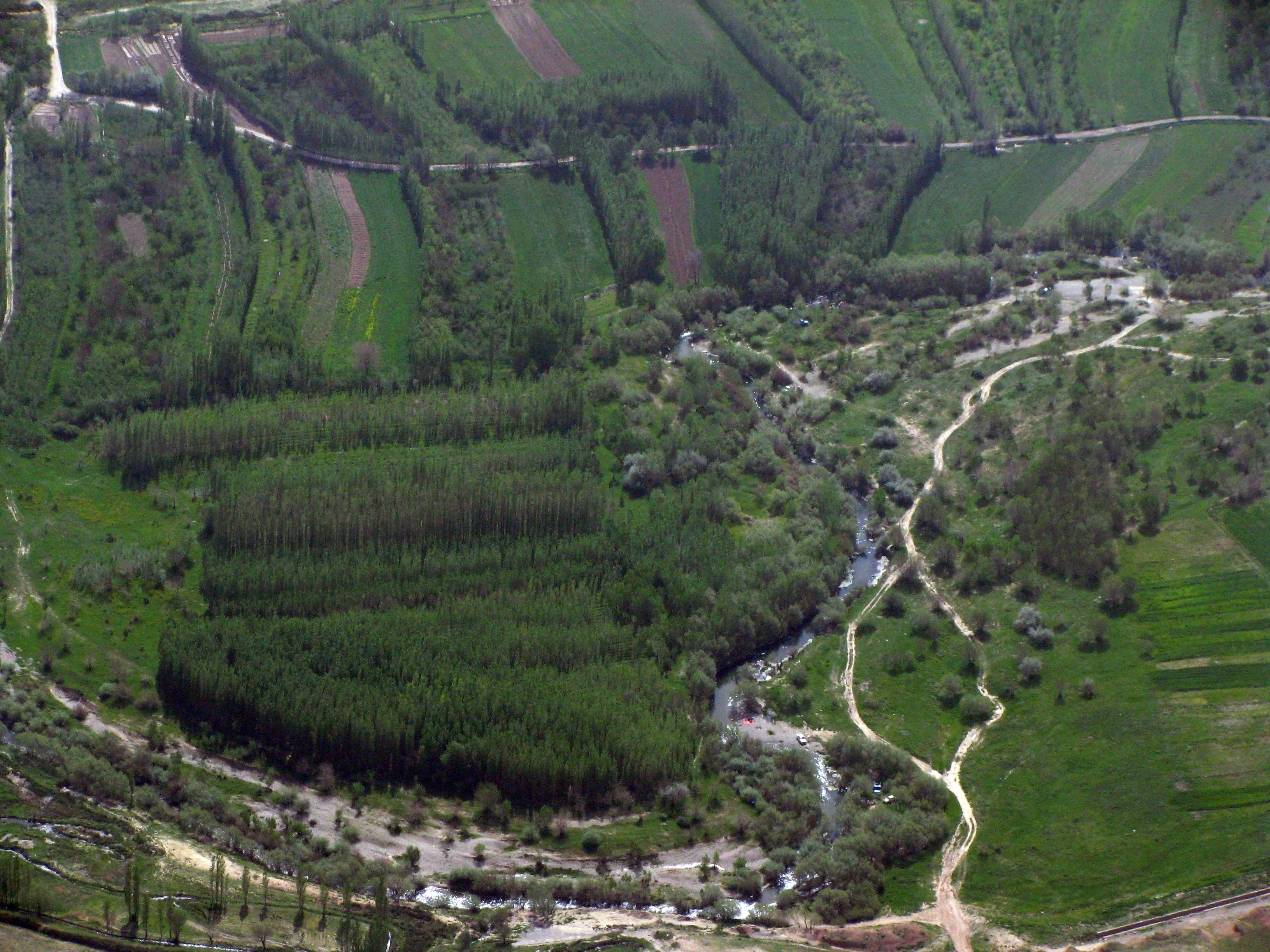
روستای اسکان از فراز کوه لجور

## نامگذاری
نام روستا در ابتدا «سکان» بوده‌است. علت این نامگذاری بر اساس باورهای محلی به آن جهت است که زمانی که از اردشیر بابکان پرسیدند در کدام محل این منطقه روستایی بنا کنند؟ پاسخ داد: «افرا-سرا-کان». (یعنی بر سر کوهی که این رود از آن جاری است) پس این روستا را بنا کردند و نام آن را «سرکان» گذاشتند. سرکان از دو جزء «سر» و «کان» ترکیب شده‌است که کان را به جای «خان» به کار برده‌اند و چشمه‌های کوهستانی معنی شده‌است. سرکان به مرور زمان به سکان و در نهایت اسکان تغییر یافت. پس اسکان را شاید بتوان به معنای ده واقع در دامنه کوه و دارای چشمه یا سراب دانست که این تعریف با جغرافیای طبیعی منطقه کاملاً همخوانی دارد.

## جغرافیا
سابقهٔ این روستا به دوران زرتشتیان می‌رسد؛ و همچنین در کنار این روستا قلهٔ مرتفع لجور را شاهد هستیم؛ که دیوارهٔ آن حدود ۳۰۰ متر می‌باشد.
در قسمت غربی این روستا چشمهٔ آب سراب واقع شده که از جاذبه‌های گردشگری می‌باشد و نیز تأمین کنندهٔ آب رودها و جوی‌ها این روستا است که به تولید محصول کشاورزی کمک شایانی نموده.

## مردم
زبان مردمان این روستا لری بوده و دین آنان اسلام است و مذهب شیعی را اختیار کرده‌اند.
بر پایه سرشماری عمومی نفوس و مسکن در سال ۱۳۹۵ جمعیت این روستا ۲۷۰ نفر (۱۱۰خانوار) بوده‌است.

## آب و هوا
آب و هوای این روستا کوهستانی سردسیر است و زمستان‌های نسبتاً سردی دارد. اما از طبیعت بکر و زیبایی برخوردار است؛ و مردم آن به زراعت و گله‌داری اشتغال دارند.

## محصولات
محصولات زراعی آن عبارتند از: گندم، انگور، چغندر و سیب